# Canoma
Canoma fue una aplicación de modelado tridimensional (3D) para Windows y Macintosh, el cual ya no es desarrollado por su compañía.
Liberado por MetaCreations en el año 1999, esta aplicación ha permitido a los usuarios crear modelos tridimensionales basados en una o más fotografías tomadas de varios ángulos. Este proceso es conocido como fotogrametría. El usuario fija las esquinas primitivas en modo wireframe sobre formas reales globales como edificios, cajas, cilindros y otras formas geométricas (suele tener problemas para manejar formas orgánicas), la aplicación entonces extrapola dinámicamente la perspectiva, ángulos y formas, y produce una realización tridimensional, aplicando las texturas desde la fotografía hacia los modelos. Los lados de los modelos ocultos en la fotografía original puede ser espejada desde los lados visibles. Los resultados podrían ser animados y exportados como una película de QuickTime o exportado en el navegador interactivo-basado en el formato MetaStream (ahora se conoce como Viewpoint).
La aplicación esta actualmente descontinuada, habiendo sido adquirida por los Sistemas incorporados de Adobe en el año 2000 poco después de su incepción. Las partes de la tecnología eran aparentes en la Atmósfera de Adobe y ahora en el programa informático Photoshop CS Extendido de Adobe.